# St. Lawrence County
St. Lawrence County je okres ve státě New York ve Spojených státech amerických. K roku 2010 zde žilo 111 944 obyvatel. Správním městem okresu je Canton. Celková rozloha okresu činí 7 306 km², což z něj dělá největší okres v New Yorku.